# Żaneta Kimber-Trojnar
Żaneta Edyta Kimber-Trojnar (ur. 21 września 1976 w Ciechanowie) – polska lekarka, specjalista w dziedzinie położnictwa i ginekologii oraz w dziedzinie endokrynologii, doktor habilitowany nauk medycznych.

## Życiorys
Absolwentka Liceum Ogólnokształcącego im. Zygmunta Krasińskiego w Ciechanowie. W 2001 r. ukończyła studia lekarskie w Akademii Medycznej w Lublinie. Po uzyskaniu dyplomu odbyła studia doktoranckie w Katedrze i Zakładzie Patofizjologii Uniwersytetu Medycznego w Lublinie (2002–2003) zakończone dysertacją: „Analiza izobolograficzna interakcji między losigamonem a klasycznymi lekami przeciwpadaczkowymi u myszy” oraz nadaniem stopnia doktora nauk medycznych w 2003 r. W 2019 r. habilitowała się na podstawie pracy zatytułowanej "Związek ciążowych i poporodowych zaburzeń metabolicznych ze stanem odżywienia matek i wynikami noworodkowymi" . Pracuje w Katedrze i Klinice Położnictwa i Perinatologii Uniwersytetu Medycznego w Lublinie  na stanowisku profesora uczelni.